# Dominikana na Mistrzostwach Świata w Lekkoatletyce 2015
Dominikana na Mistrzostwach Świata w Lekkoatletyce 2015 – reprezentacja Dominikany podczas mistrzostw świata w Pekinie liczyła 6 zawodników, którzy nie zdobyli medalu.

## Występy reprezentantów Dominikany

### Mężczyźni
| Konkurencja        | Zawodnik                                                  | Eliminacje | Eliminacje | Półfinał | Półfinał | Finał      | Finał   |
| Konkurencja        | Zawodnik                                                  | Rezultat   | Pozycja    | Rezultat | Pozycja  | Rezultat   | Pozycja |
| ------------------ | --------------------------------------------------------- | ---------- | ---------- | -------- | -------- | ---------- | ------- |
| Bieg na 100 m      | Yancarlos Martínez                                        | 10,19      | 27.        | NQ       | NQ       | NQ         | NQ      |
| Bieg na 200 m      | Yancarlos Martínez                                        | 20,34      | 19. Q      | 20,31    | 14.      | NQ         | NQ      |
| Bieg na 400 m      | Luguelín Santos                                           | 44,62      | 11. Q      | 44,26    | 3. Q     | 44,11 (NR) | 4.      |
| Bieg na 400 m      | Gustavo Cuesta                                            | 45,59      | 20.        | NQ       | NQ       | NQ         | NQ      |
| Sztafeta 4 × 400 m | Gustavo Cuesta Yon Soriano Juander Santos Luguelín Santos | 3:00,15    | 10.        | —        | —        | NQ         | NQ      |

### Kobiety
| Konkurencja                | Zawodniczka     | Eliminacje | Eliminacje | Półfinał | Półfinał | Finał    | Finał   |
| Konkurencja                | Zawodniczka     | Rezultat   | Pozycja    | Rezultat | Pozycja  | Rezultat | Pozycja |
| -------------------------- | --------------- | ---------- | ---------- | -------- | -------- | -------- | ------- |
| Bieg na 100 m przez płotki | Lavonne Idlette | 13,70      | 33.        | NQ       | NQ       | NQ       | NQ      |